# جو آن روني
جو آن روني (بالإنجليزية: Jo Ann Rooney) هي مُدرسة أمريكية، ولدت في 23 مارس 1961.